# Белгийски експедиционен корпус
Белгийският експедиционен корпус (на френски: Corps Expeditionnaire des Autos-Canons-Mitrailleuses Belges en Russie) е белгийска военна част от Първата световна война, придадена към армията на Русия, за да участва във военните действия на Източния фронт.
След стабилизиранета на Западния фронт през 1914 година там остават голям брой бронирани коли, които не могат да се използват ефективно в условията на позиционна война. През 1915 година е сформирана малка мобилна част от белгийски бронирани коли, които са изпратени в Русия през Архангелск. Тъй като Белгия формално не е съюзник на Русия, участниците в корпуса, чийто брой достига 444 души, са зачислени в руската армия като доброволци. Подобен корпус е изпратен и от Великобритания.
От края на 1915 година Белгийският експедиционен корпус участва в бойните действия в Галиция срещу войските на Германия и Австро-Унгария, като до края на войната дава 16 жертви. След Брест-Литовския договор и излизането на Русия от войната, корпусът остава блокиран и не може да се изтегли на север. Участниците унищожават основната част от техниката, за да не попадне в ръцете на болшевиките и се оттегля по Транссибирската железопътна линия, през Китай и Съединените щати до Франция, където корпусът е разформирован през юли 1918 година.